# Corydalus nubilus
Corydalus nubilus is een insect uit de familie Corydalidae, die tot de orde grootvleugeligen (Megaloptera) behoort. De soort komt voor in Brazilië, Frans Guyana, Guyana, Venezuela en Suriname. Het holotype van de soort wordt bewaard in het Museum für Naturkunde in Berlijn